# 僕らが殺した、最愛のキミ
『僕らが殺した、最愛のキミ』（ぼくらがころした、さいあいのキミ）は、2021年9月17日から毎週金曜 20時00分 - に定額制動画配信サービス「TELASA」オリジナルドラマとして配信されているWebドラマ。主演は高橋文哉と鈴木仁。
クラスメート7人が同窓会と称した集まりで完全封鎖されたビルの中で、互いに疑心暗鬼となり罵倒と裏切りの応酬により愛の炎が止まらなくなるという極限状態で繰り広げられる超ハードな密室グロきゅんラブストーリー。

## 登場人物
小林零（こばやし れい）
演 - 高橋文哉（幼少期：山本龍人）
明るくて人懐っこい性格をしており、誰とでも打ち解ける。現在は小学校の同級生だった梨奈と付き合っている。
尾崎元（おざき はじめ）
演 - 鈴木仁（幼少期：川村瑠泉）
年恰好に似合わず大人びた性格をしている。冷静沈着で物事を達観的に受け止めることができる。
吉村梨奈（よしむら りな）
演 - 井桁弘恵（幼少期：垂水文音）
しっかり者で男女関係なく先頭に立って引っ張っていく。腐れ縁で零とは4年の付き合いになる。
本田明日香（ほんだ あすか）
演 - 大原優乃
常に前向きになろうとするが、自分に自信が持てずにいる。常に誰かに愛されたいと願っている。
若葉大翔（わかば だいと）
演 - 若林時英
素直で短絡的な性格ゆえに何事も物事を感情的に捉えてしまうきらいがある。
亀井悠真（かめい ゆうま）
演 - 古川毅
寡黙な性格が影響してか、常に単独行動を取ることが多い。
中村薫（なかむら かおる）
演 - 宮世琉弥（幼少期：小熊柊澄）
小学校卒業から10年を経て、同窓会を企画した当事者。

## スタッフ
- 脚本 - 高野水登、川滿佐和子
- 演出 - 柴田啓佑
- 主題歌 - 神山羊「仮面」（ソニー・ミュージックレーベルズ）[6]
- ゼネラルマネージャー - 三輪祐見子（テレビ朝日）
- プロデューサー - 残間理央（テレビ朝日）、新野安行（ザフール）、疋田理紗（ザフール）
- 制作協力 - ザフール
- 制作著作 - テレビ朝日

## 配信日程
| 話数  | 配信日   |
| ----- | -------- |
| 第1話 | 09月17日 |
| 第2話 | 09月17日 |
| 第3話 | 09月24日 |
| 第4話 | 09月24日 |
| 第5話 | 10月01日 |
| 第6話 | 10月08日 |